# الرحاحلة في موريتانيا
قبيلة الرحاحلة (أو أرحاحْلَ) هي إحدى القبائل العربية المحاربة التي تقطن منطقة الكبلة جنوب غرب موريتانيا (ولاية اترارزة)، تتألف القبيلة من عدة بطون تنتشر بين حواضر مقاطعتي اركيز والمذرذرة، ولدى الرحاحلة بنوعمومة هم قبيلة الحجاج التي تشترك معهم في نسب واحد ويتواجد معظمهم في ولاية لبراكنة المحاذية لولاية اترارزة من جهة الشرق. وليس الحجاج من حملة السلاح كما هو حال بنو عمومتهم الرحاحلة، وإنما هم حملة كتاب.

## نسب قبيلة الرحاحلة
هناك روايتان قويتان عن نسب الرحاحلة:
الرواية الأولى وهي موثقة ومدعمة بالمراجع والمصادر، وتؤكد هذه الرواية أن الرحاحلة هم اعرق قبائل بني مغفر الحسانية العربية في موريتانيا، فقد اوردهم الشيخ سيد المختار الكنتي في رسالة ألفها عن انساب بني حسان في اواخر القرن الثامن عشر وتعد أقدم وثيقة تاريخية تتحدث عن انساب بني حسان. وقد حققها الدكتور سيدي أحمد ولد الأمير ونشرها في العدد الخامس من مجلة الوسيط الصادرة عن المعهد الموريتاني للبحث العلمي سنة 1995م.
وقال فيها الشيخ سيدالمختار الكنتي أن جد الرحاحلة هو رحال بن عثمان بن مغفر بن اودي بن حسان. وبذلك فهم أقرب قبيلة إلى مغفر، ولا يدانيهم في ذلك سوى قبيلتي اولاد الناصر واولاد غيلان، وهم أبناء عمومة الرحاحلة لأنهم يشتركون معهم في عثمان، ناصر (جد اولاد الناصر) هو ابن عنتر بن عثمان بن مغفر بن اودي بن حسان. وغيلان (جد اولاد غيلان) هو ابن يحي بن عثمان بن مغفر بن اودي بن حسان، أما اغلب قبائل مغفر الأخرى فهي تبعد جدين أوثلاثة إلى أربعة أو أكثر عن مغفر، فمثلا قبيلة أولاد احمد بن دمان التي كانت عندهم إمارة اترارزة، هم أبناء احمد بن دمان بن عزوز بن مسعود بن موسى بن تروز بن هداج بن عمران بن مغفر بن اودي بن حسان.
ومما تجدر الإشارة إليه أن نسب الرحاحلة الذي جاء في مخطوطة الشيخ سيد المختار الكنتي تطابق أيضا مع ما ذكره بعده النسابة والمؤرخون ومنهم المؤرخ الفرنسي بول مارتي (Paul Marty) الذي اوردهم في كتاب له تحت عنوان (قبائل الحوض والساحل) وقد قام بتعريبه السفير السابق الدكتور محمد محمود ولد ودادي.
ومن كتب الأنساب المشهورة أيضا التي تناولت نسب الرحاحلة كتاب صالح ولد عبد الوهاب المعروف ب (الحسوة البيسانية في الأنساب الحسانية) وقد ذكر فيه أن الرحاحلة لا يفصلهم عن مغفر سوى جد واحد هو ارميث. وهنا اختلف اختلافا بسيطا مع الشيخ سيد المختار الكنتي حول اسم والد (رحال)، فرواية صالح ولد عبد الوهاب تقول إن رحال هو ابن ارميث بن مغفر، بينما رواية الشيخ سيد المختار الكنتي تقول إن رحال هو ابن عثمان بن مغفر.

والأقوى والأرجح بلا شك هو ما ذكره الشيخ سيد المختار الكنتي لأنه أقدم من صالح ولد عبد الوهاب بنصف قرن تقريبا، إضافة إلى أن الشيخ سيد المختار الكنتي أغزر علما وأكثر اطلاعا ولم يسبقه أحد في الكتابة عن أنساب بني حسان.
أما الرواية الثانية عن نسب الرحاحلة فهي رواية شفهية لم تدون ولكنها تتمتع بالقوة أيضا نظرا لأنها متداولة على نطاق واسع بين أبناء قبيلة الرحاحلة أنفسهم وبين حتى أبناء القبائل الأخرى التي تقطن معهم في منطقة الكبلة.
تقول الرواية أن الرحاحلة هم أبناء الشريف (أعلي بن رحال) الذي ينتمي للأشراف الرحاليين المعروفين في المغرب، ولدى (اعلي بن رحال) ولدان هما (اقيون) و (احسين) وقد وصلا إلى موريتانيا ضمن حامية عسكرية ارسلها ملك المغرب «مولاي اسماعيل» في بداية القرن الثـامن عشر الميلادي لدعم إمارة اترارزة ضد لبراكنة. 

وبالفعل ينقسم بطون الرحاحلة حاليا إلى قسمين هما: لحسينات ولقيونات، ما يعتبر شاهدا على صحة وقوة هذه الرواية الشفهية عن نسب الرحاحلة. ولازال الناس في منطقة الكبلة بموريتانيا يتداولون عبارة مشهورة جدا، تقول: (إن كل من ثبت نسبه إلى «أعلي بن رحال» فهو شريف).
ونظرا لقوة الروايتين المتعلقتين بنسب الرحاحلة فإن بعض أبناء القبيلة يميل للجمع بينهما، حيث يعتقدون أن ما حدث هو أن أبناء الشريف أعلي بن رحال بعد قدومهم إلى موريتانيا اندمجوا وتصاهروا مع أبناء رحال المغفري وكان للتشابه الإسمي دور في ذلك. ومن هذا التمازج والاختلاط بين نسبين عربيين شريفين ينتميان لآل بيت النبي محمد نشأت قبيلة الرحاحلة المعروفة حاليا في جنوب غرب موريتانيا.